# アポロ群

アポロ群の軌道（緑色）。地球（青色）の軌道が丸ごと収まるのがわかる

アポロ群（アポロぐん）またはアポロ型小惑星（アポロがたしょうわくせい、Apollo asteroid）とは地球近傍小惑星のグループの一つ。このグループの小惑星としては最初に発見された (1862) アポロにちなんで名づけられた。
これらは地球より大きな軌道長半径を持つ地球横断小惑星である。地球に非常に近づくことがあるため、潜在的脅威ともいえる（軌道長半径が地球のそれに近いほど、軌道を横断するのに必要な離心率は小さくなる）。
なお、離心率が大きいものだと近日点が水星より内側にあったり、遠日点が海王星の外側にあったりすることもある。
アポロ群の中で最大の小惑星は (1866) シシュフォスであり、10km前後と推定されている。

## 主なアポロ群の小惑星
| 名前                                | 発見年 | 発見者                                             | 直径 （推定：km）  | 注釈                                                                               |
| ----------------------------------- | ------ | -------------------------------------------------- | ------------------ | ---------------------------------------------------------------------------------- |
| (1566) イカロス                     | 1949年 | ウォルター・バーデ                                 | 1.0                |                                                                                    |
| (1620) ジオグラフォス               | 1951年 | アルバート・ウィルソン、ルドルフ・ミンコフスキー   | 5.11 × 1.85        |                                                                                    |
| (1685) トロ                         | 1948年 | カール・ワータネン                                 | 3.4                |                                                                                    |
| (1862) アポロ                       | 1932年 | カール・ラインムート                               | 1.5 - 1.7          |                                                                                    |
| (1866) シシュフォス                 | 1972年 | パウル・ヴィルト                                   | 8.2                | 最も大きな地球横断小惑星。                                                         |
| (2063) バックス                     | 1977年 | チャールズ・トーマス・コワル                       | 2.6 × 1.1 × 1.1    |                                                                                    |
| (2101) アドニス                     | 1936年 | ウジェーヌ・デルポルト                             | 0.6 - 1.2          |                                                                                    |
| (3200) ファエトン                   | 1983年 | サイモン・グリーン、ジョン・K・デイヴィース / IRAS | 5.1                |                                                                                    |
| (107P/ 4015) ウィルソン・ハリントン | 1949年 | アルバート・ウィルソン、 ロバート・ハリントン      | 4.0                | 彗星・小惑星遷移天体。                                                             |
| (4179) トータティス                 | 1989年 | クリスティアン・ポラス                             | 4.26 × 2.03 × 1.70 | 自転軸が2つあり、複雑な回転をしている。                                            |
| (4183) Cuno                         | 1959年 | クーノ・ホフマイスター                             | 2.35 × 1.65 × 1.44 |                                                                                    |
| (4486) ミスラ                       | 1987年 | エリック・エルスト、ヴラディーミル・シュコドロフ   |                    |                                                                                    |
| (4581) アスクレピウス               | 1989年 | ヘンリー・ホルト、ノーマン・G・トーマス            | 0.3                |                                                                                    |
| (4660) ネレウス                     | 1982年 | エレノア・ヘリン                                   | 1.4                |                                                                                    |
| (4769) カスタリア                   | 1989年 | エレノア・ヘリン                                   | 1.4                |                                                                                    |
| (6489) ゴレブカ                     | 1991年 | エレノア・ヘリン                                   | 0.53               | ヤルコフスキー効果が初めて確認された小惑星。                                       |
| (20826) 2000 UV13                   | 2000年 | 美星スペースガードセンター                         | 5.0-12.0           |                                                                                    |
| (25143) イトカワ                    | 1998年 | LINEAR                                             | 0.33               | 探査機が着陸した最も小さな天体。                                                   |
| (29075) 1950 DA                     | 1950年 | カール・ワータネン                                 | 1.1                | 2880年に0.044%の確率で地球に衝突する可能性がある。                                 |
| (53319) 1999 JM8                    | 1999年 | LINEAR                                             | 7.0 ± 1.4          |                                                                                    |
| (54509) YORP                        | 2000年 | LINEAR                                             | 0.1117 – 0.1151    | YORP効果が初めて確認された天体。                                                   |
| (69230) ヘルメス                    | 1937年 | カール・ラインムート                               | 0.30 - 0.45        | 発見後、66年間行方不明だった。                                                     |
| (143649) 2003 QQ47                  | 2003年 | LINEAR                                             | 1.240              |                                                                                    |
| (343158) 2009 HC82                  | 2009年 | カタリナ・スカイサーベイ                           | 2.16               | 地球への相対速度が最大81.05km/sという、最も速い小惑星。                            |
| (367789) 2011 AG5                   | 2011年 | レモン山サーベイ                                   | 0.14               | 発見当初、トリノスケール1とされていた。                                            |
| 1998 KY26                           | 1998年 | スペースウォッチ                                   | 0.03               |                                                                                    |
| 1999 XS35                           | 1999年 | LONEOS                                             | 2.0                | 遠日点が海王星より外側にあり、ダモクレス族にも分類される。                         |
| 2004 XP14                           | 2004年 | LINEAR                                             | 0.41 - 0.92        |                                                                                    |
| 2005 HC4                            | 2005年 | LONEOS                                             |                    | 最も近日点が太陽に近い小惑星。                                                     |
| 2007 VK184                          | 2007年 | カタリナ・スカイサーベイ                           | 0.13               | 2014年4月までトリノスケール1とされ、その時点で唯一レベル0以上の天体だった。        |
| 2008 TC3                            | 2008年 | カタリナ・スカイサーベイ                           | 0.0041             | 初めて地球の大気圏と衝突する前に発見された天体。隕石も回収された。                 |
| 2010 JL88                           | 2010年 | サイディング・スプリングサーベイ                   | 0.03               | 発見時、最も自転周期が短い小惑星だった。                                           |
| 2011 CQ1                            | 2011年 | カタリナ・スカイサーベイ                           | 0.0012             | 最も地球に接近した小惑星であり、その際に大きく軌道が変化してアテン群になった。     |
| 2011 MD                             | 2011年 | LINEAR                                             | 0.006              |                                                                                    |
| 2012 DA14                           | 2012年 | ラサグラ天文台                                     | 0.045              | 2013年に地球の静止軌道の内側まで入り込んだ小惑星。                                 |
| 2014 AA                             | 2014年 | レモン山サーベイ                                   | 0.001-0.004        | 自動検出により発見されたが、その後、地球の大気圏に突入し消滅したと推定されている。 |
| 2015 TB145                          | 2015年 | パンスターズ                                       | 0.6                | 2015年10月31日に地球に0.00325 AUまで接近した小惑星。                               |